# PhinDeli Town Buford
PhinDeli Town Buford, originariamente conosciuta come Buford, è una comunità non incorporata della contea di Albany, Wyoming, Stati Uniti d'America. Si trova tra Laramie e Cheyenne sull'Interstate 80. A 8 000 piedi (2 400 m) di altitudine, è il più alto insediamento popolato lungo la First Transcontinental Railroad (oggi Overland Route), e sulla transcontinentale Interstate 80. La città originariamente si chiamava Buford, in onore del generale John Buford, ufficiale di cavalleria dell'Unione durante la guerra civile americana. Nel 2013, la città è stata venduta ad un proprietario vietnamita, che l'ha rinominata "PhinDeli Town Buford". Gli indirizzi postali, tuttavia, portano ancora il nome originale della città, cioè "Buford". Nel 2020, la popolazione della città è di 1 abitante.

## Storia
PhinDeli è un nome promozionale taggato alla città di Buford nel 2013, dai proprietari del negozio. La città originale fu fondata nel 1866, durante la costruzione della ferrovia transcontinentale nel Territorio del Wyoming. Al suo culmine, la città vantava una popolazione di 2.000 abitanti. Nel 1900 fu costruito un ufficio postale, che fu chiuso nel 2004.
Don Sammons si trasferì a Buford nel 1980 con sua moglie e suo figlio.  Nel 1992, ha acquistato la città. Sua moglie morì nel 1995 e suo figlio si trasferì nel 2007, rendendolo l'unico residente di Buford. Tuttavia, in un secondo momento, sette residenti vissero nella città, ma alla fine si trasferirono in comuni più grandi.
La città, composta da un convenience store, una stazione di servizio e una casa modulare su 4 ettari (9,9 acri) di terreno, è stata messa in vendita dopo che Don Sammons ha deciso di avvicinarsi a suo figlio. La città è stata messa all'asta il 5 aprile 2012, con l'offerta più alta di 900.000$ fatta da due uomini vietnamiti non identificati. Più tardi, fu rivelato che uno di loro era Phạm Đình Nguyên. I nuovi proprietari vendono caffè di marca "PhinDeli", importato dal Vietnam, nel convenience store.